# Osos de Rivas 2017
Questa voce raccoglie le informazioni riguardanti gli Osos de Rivas nelle competizioni ufficiali della stagione 2017.

## LNFA Serie B 2017

### Stagione regolare
| 22 gennaio 2017, ore 11:00 | Barcelona Búfals | 8 – 20 referto | Osos de Rivas |  |

| 28 gennaio 2017, ore 16:00 | Osos de Rivas | 12 – 14 referto | Mallorca Voltors |  |

| 12 febbraio 2017, ore 12:00 | Fuenlabrada Cuervos | 0 – 50 referto | Osos de Rivas |  |

| 4 marzo 2017, ore 16:00 | Gijón Mariners | 0 – 19 referto | Osos de Rivas |  |

| 11 marzo 2017, ore 16:30 | Osos de Rivas | 34 – 0 referto | Barcelona Búfals |  |

| 26 marzo 2017, ore 12:00 | Mallorca Voltors | 14 – 28 referto | Osos de Rivas |  |

| 1º aprile 2017, ore 16:00 | Osos de Rivas | 76 – 0 referto | Fuenlabrada Cuervos |  |

| 29 aprile 2017, ore 16:00 | Osos de Rivas | 21 – 34 referto | Gijón Mariners |  |

### Playoff
| 13 maggio 2017, ore 17:00 | Osos de Rivas | 10 – 14 referto | L'Hospitalet Pioners |  |

### Spareggio Serie A-Serie B
| 11 giugno 2017, ore 11:00 | Barberá Rookies | 16 – 22 | Osos de Rivas |  |

## LMFA11 2017

### Stagione regolare
| Tres Cantos 5 novembre 2017, ore 16:00 | Tres Cantos Jabatos | 0 – 45 | Osos de Rivas | Polideportivo de La Luz |

| Rivas-Vaciamadrid 18 novembre 2017, ore 16:00 | Osos de Rivas | 47 – 14 | Las Rozas Black Demons | Estadio de Atletismo Ciudad de Rivas |

| Madrid 3 dicembre 2017, ore 16:30 | Toros de Madrid | 0 – 36 | Osos de Rivas | Campo de Rugby de Hortaleza |

### Playoff
| Las Rozas de Madrid 16 dicembre 2017, ore 12:00 | Osos de Rivas | 33 – 42 | Las Rozas Black Demons | Campo El Cantizal |

## LMFA9 2017

### Stagione regolare
| Alcobendas 14 gennaio 2017, ore 12:00 | Osos de Rivas | 14 – 20 | Toros de Madrid | Polideportivo Municipal Jose Caballero |

| Majadahonda 28 gennaio 2017, ore 16:00 | Majadahonda Wildcats | 26 – 7 | Osos de Rivas | Campo de Fútbol Americano Valle del Arcipreste |

| Alcobendas 11 febbraio 2017, ore 12:00 | Osos de Rivas | 0 – 48 | Camioneros de Coslada | Polideportivo Municipal Jose Caballero |

| Guadalajara 26 febbraio 2017, ore 17:00 | Guadalajara Stings | 0 – 53 | Osos de Rivas | Campo de Fútbol Municipal Pedro Escartín |

| Alcobendas 11 marzo 2017, ore 15:00 | Osos de Rivas | 21 – 26 | Madrid Capitals | Polideportivo Municipal Jose Caballero |

| Alcobendas 25 marzo 2017, ore 11:00 | Osos de Rivas | 0 – 28 | Alcorcón Smilodons | Polideportivo Municipal Jose Caballero |

| Tres Cantos 9 aprile 2017, ore 16:00 | Tres Cantos Jabatos | 38 – 39 | Osos de Rivas | Polideportivo de La Luz |

## Statistiche di squadra
| Competizione              | %Vittorie | In casa | In casa | In casa | In casa | In casa | In casa | In trasferta | In trasferta | In trasferta | In trasferta | In trasferta | In trasferta | Totale | Totale | Totale | Totale | Totale | Totale |
| Competizione              | %Vittorie | G       | V       | N       | P       | Pf      | Ps      | G            | V            | N            | P            | Pf           | Ps           | G      | V      | N      | P      | Pf     | Ps     |
| ------------------------- | --------- | ------- | ------- | ------- | ------- | ------- | ------- | ------------ | ------------ | ------------ | ------------ | ------------ | ------------ | ------ | ------ | ------ | ------ | ------ | ------ |
| LNFA-B Stagione regolare  | .750      | 4       | 2       | 0       | 2       | 143     | 48      | 4            | 4            | 0            | 0            | 117          | 22           | 8      | 6      | 0      | 2      | 260    | 70     |
| LNFA-B Playoff            | .000      | 1       | 0       | 0       | 1       | 10      | 14      | 0            | 0            | 0            | 0            | 0            | 0            | 1      | 0      | 0      | 1      | 10     | 14     |
| Spareggio Serie A-Serie B | 1.000     | 0       | 0       | 0       | 0       | 0       | 0       | 1            | 1            | 0            | 0            | 22           | 16           | 1      | 1      | 0      | 0      | 22     | 16     |
| LMFA11 Stagione regolare  | 1.000     | 1       | 1       | 0       | 0       | 47      | 14      | 2            | 2            | 0            | 0            | 81           | 0            | 3      | 3      | 0      | 0      | 128    | 14     |
| LMFA11 Playoff            | .000      | 1       | 0       | 0       | 1       | 33      | 42      | 0            | 0            | 0            | 0            | 0            | 0            | 1      | 0      | 0      | 1      | 33     | 42     |
| LMFA9 Stagione regolare   | .286      | 4       | 0       | 0       | 4       | 35      | 122     | 3            | 2            | 0            | 1            | 99           | 64           | 7      | 2      | 0      | 5      | 134    | 186    |
| Totale                    | .571      | 11      | 3       | 0       | 8       | 268     | 240     | 10           | 9            | 0            | 1            | 319          | 102          | 21     | 12     | 0      | 9      | 587    | 342    |